# Club Atlético Rentistas

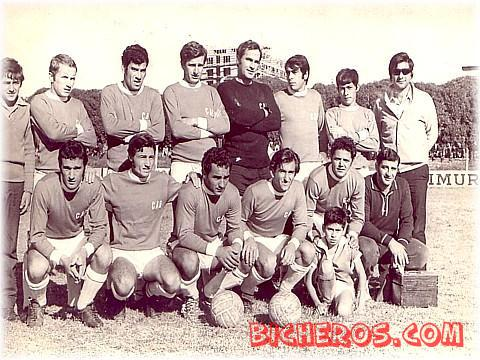
Meistermannschaft von 1971

Der Club Atlético Rentistas (Spitzname: Bichos colorados, Bicheros) ist ein Fußballverein aus dem Stadtviertel Cerrito de la Victoria in Montevideo in Uruguay. Die Fußballmannschaft des Vereins spielt in der Saison 2016 in der zweithöchsten uruguayischen Spielklasse, der Segunda División.

## Geschichte
Der Verein wurde am 26. März 1933 gegründet. In den Jahren 1949, 1957 und 1963 wurde der Klub jeweils Meister in der Divisional Extra. 1966 holte man den Meistertitel in der Divisional Intermedia („C“). 1971 wurde man erstmals Meister der Segunda División und stieg in die höchste uruguayische Spielklasse, die Primera División, auf. In der Folgezeit erreichte der Verein dabei in den Jahren 1973 und 1977 mit einem jeweils 5. Platz in der Abschlusstabelle die besten Platzierungen. 1980 beendete man die Spielzeit als Tabellen-14. und somit Letzter und stieg ab. Erst 1988 gelang mit der Zweitligameisterschaft die Rückkehr in Uruguays höchste Spielklasse. Während in den ersten beiden Saisons mit dem neunten Rang eine Platzierung im Tabellenmittelfeld gelang, vermied man 1991 den Abstieg zunächst knapp. Im Folgejahr musste jedoch als Vorletzter der Abschlusstabelle an der Seite von Central Español erneut der Gang ins Unterhaus angetreten werden. 1996 errang der Club einen weiteren Zweitliga-Meistertitel. Dies hatte den erneuten Aufstieg in die Primera División zur Folge. Die beste Platzierung der Vereinsgeschichte erreichte man dort sodann 1998, als man sich als Zweiter im Torneo Clausura und Viertplatzierter der Gesamttabelle der uruguayischen Meisterschaft für die Copa Conmebol qualifizierte. Einem erneuten Abstieg folgte mit dem Gewinn der vierten Zweitliga-Meisterschaft der Vereinsgeschichte am Ende der Saison 2010/11 abermals die Rückkehr in Uruguays Fußball-Oberhaus zur Saison 2011/12. Wiederum konnte man die Klasse jedoch nicht halten. Am Ende der Spielzeit 2012/13 sicherte man sich unter Leitung des seit Juli 2012 verantwortlichen Trainers Adolfo Barán in der 24. Zweitligaspielzeit des Vereins am 29. Juni 2013 mit einem 3:0-Sieg über Miramar Misiones die Erstliga-Teilnahme in der Saison 2013/14. Dort belegte man nach Abschluss der Apertura 2013 den fünften Rang. In der Clausura 2014 wurde man Elfter. In der Jahresgesamttabelle der Saison 2013/14 rangierte der Verein auf dem 6. Platz. Damit qualifizierte man sich für die Teilnahme an der Copa Sudamericana 2014.
Auch in die Saison 2014/15 ging man nach Ende Mai 2014 erfolgter Vertragsverlängerung mit Barán und seinem aus Fernando „Topo“ Rosa, Gabriel Da Silva und Nicolás Barlocco bestehenden Trainerstab. In der Copa Sudamericana scheiterte man bereits in der 1. Runde am Club Cerro Porteño aus Paraguay. Im Dezember 2014 wurde Barán von Manuel Keosseián abgelöst. Die Saison beendete man auf dem 13. Rang der Jahresgesamttabelle.

## Erfolge
- 4× Meister der „B“/Segunda División: 1971, 1988, 1996, 2010/11
- Meister der „C“: 1966
- 3× Meister Divisional Extra: 1949, 1957, 1963

## Ehemalige Präsidenten
- Alvaro Astray

## Ehemalige Spieler
- Eduardo Acevedo
- Ronald Araújo
- Santiago Ostolaza